# وادي البقاع
وادي البقاع (بالإنجليزية: Baqa'a Valley)‏ هي منطقة زراعية فلسطينية خصبة في الضفة الغربية، إلى الشرق من الخليل، يقع في منطقة القرى الفلسطينية البويرة والبقعة ووادي الغروس، تقع مستوطنة جفعات هارسينا الإسرائيلية على المشارف الشمالية، تقع كريات أربع على الحدود الجنوبية، تحتل إسرائيل الوادي منذ عام 1967، وبغض النظر عن المستوطنين الإسرائيليين، فإن المنطقة مأهولة ويسكنها بشكل أساسي أفراد من عشيرة جابر.

## جغرافيا
تقع القريتان الفلسطينيتان البقاع ووادي الغروس في قلب وادي البقاع، بين مستوطنتي جفعات هرسينا وكريات أربع، في الضواحي الشمالية تقع قرية البويرة، إلى الشمال، الوادي محاط بالطريق السريع 35 ؛ الطريق 60 يمر عبر الجزء الشرقي من الطريق 35 إلى الجنوب، على طول المستوطنتين.

## الاحتلال الإسرائيلي